# あきそら
『あきそら』（AKI-SORA）は、糸杉柾宏による日本の漫画。

## 概要
秋田書店の隔月刊漫画雑誌『チャンピオンRED いちご』VOL.9からVOL.25まで掲載。通常、毎号2話連続で掲載された。本誌である『チャンピオンRED』の2009年1月号には、出張という形で番外編である第4.5話が掲載された。また、『チャンピオンRED いちご』VOL.12には、プロの声優を起用したドラマCDが付録となった。
同じ家で暮らす姉弟のアキとソラによる近親相姦を題材としており、アキとソラを取り巻く様々な少女たちを含めた各々の切ない想いが描かれる。
2009年12月18日に発売された単行本第3巻予約限定版付録のオリジナルアニメDVDに続き、2010年には一般販売によるOVAも発売されている。これを記念し、『チャンピオンRED いちご』VOL.21にはOVA一般販売版の声優陣を起用したドラマCDが付録となった。

### 絶版騒動
2011年4月14日、東京都は出版倫理協議会・出版倫理懇親会との会合において、改正された東京都青少年の健全な育成に関する条例が実際に施行（同年7月1日施行）された場合、どういった内容のコミックが規制される可能性があるのかという疑問に答えた。この中で東京都は一例として漫画作品6作品を挙げたが、その6点の中に本作品の単行本第1巻と第3巻も含まれており、施行以降重版すれば不健全指定を検討するとした。これを受け、秋田書店は不健全指定を避けるために本作品を重版しないことを決定、作者の糸杉は「事実上の絶版」を宣言することとなる。
糸杉は「私にとっては、死刑宣告です」と衝撃と落胆を露わにしたうえ、『あきそら』は「成人誌では絶対にできないことを、個人的にはやったつもり」「タブーの理由が判然としないところに魅力がある」と発言して、古来から描かれてきた近親相姦という表現の禁止による出版社の萎縮の危機と、東京都への反発を訴えている。また、この条例の改正が議論に上がったことで製作現場は萎縮し、編集者からは性描写を抑えるように言われ、結果的に条例施行前に無理矢理作品を終わらせ、最終巻を出すことになったと明かしている。
2018年5月7日には、マンガ図書館Zで全巻が無料公開された。絶版宣言当時、編集者からは「Jコミ（現マンガ図書館Z）に身売りしたら特装版とか出せなくなりますよ」と言われていたが、7年が経過した現在では編集者がすでに現場にいないうえ、海賊版や違法ダウンロードが蔓延するようになった現状もあり、違法ではない方法で読める状況を作ろうと考えたところに赤松健の「都条例は決めるのは簡単だけど取り下げるのは不可能」という言葉が決定打となり、実現に至ったという。
2020年、描き下ろしの表紙と、連載当時のカラーや特別カラーイラストを収録した『完全版』全6巻が、Jコミックテラス×ナンバーナインからKindle版として発売された。

## あらすじ
気が弱く臆病で、他人の言うことに逆らえない性格のソラは、生まれた時からずっと一緒だった姉のアキをいつしか異性として意識するようになっていた。そんなある日、ソラはアキから望まれて数年ぶりに一緒に入浴したことをきっかけに、為すがまま肉体関係を持ってしまう。アキも同じくソラを異性として意識するようになっていたのだ。
ソラはアキとの肉体関係を「いけないこと」なのか疑問に思いながらも、その後も関係を続けていく。それは場所も気にせず互いを求め合う甘い日々でもあった。さらにソラは妹ナミや同じ学校の生徒であるルナ、ひとみ、なつみ、可奈、アリス、ユウナ、優秀女子高校の女子高校生、才加をはじめ、様々な少女たちとも相手から誘われる形で肉体関係を持ってしまう。こうしてソラは「いけないこと」が何なのかを次第に考えるようになる。
一方、ソラの双子の妹であるナミの心にも、ある想いが秘められていた。

## 登場人物
声優名は、『チャンピオンRED いちご』VOL.12付録ドラマCD版 / OVA単行本第3巻付録版 / OVA一般発売版・『チャンピオンRED いちご』VOL.21付録ドラマCD版。

### 葵家
葵 ソラ（あおい ソラ）
声：早乙女綾 / 木下紗華 / 白井雲
主人公。漢字での全表記は、葵 蒼空。同じ学校に通う姉・アキと双子の妹・ナミ、そして母親の4人で共にマンションの一室で暮らしている。クラスは1年D組に所属。
気が弱く臆病で、他人の言うことには逆らえない性格。愛らしい顔立ちをしており、女装させられると誰の目にも美少女にしか映らない。事実、幼少時はナミと頻繁に入れ替わっては周囲を惑わせる遊びを楽しんでいた。家事は家族全員分の料理やアキの部屋の整理整頓も行えるほど得意だが、女心には非常に鈍感であり、可奈の想いにもまったく気付いていない。
幼少時から仲の良かったアキに対し、彼女が成長するにつれて姉への感情以上の想いを持ち始めるようになっていたところ、アキに誘われて一緒に入浴したことをきっかけに、後日の夜、ベッドへ忍び込んできたアキと一線を越えてしまう。それ以来、ことあるごとにアキと愛し合う関係となる（ナミにそのところを「バカップル」と腐られる一方、「家族なんていつまでも一緒じゃない」という現実的なことを言われ、自身もそのことを考えさせられることにもなった）。
第8話では嫉妬心に駆られたナミに強姦されたうえ、男性器をはさみで切除されそうになり、第15話では彼女に強要される形でさらなる性関係を結ぶ。また、第1話では終始アキにリードされるままだったが、回を重ねるごとに積極的になっていく。華奢な体型にかかわらず巨根で、精力もかなりの絶倫である。
当初は女心に疎かったものの、物語が進むにつれてナミが可奈に抱く思いを察するなど、精神的に成長していく。そして第24話ではナミや可奈と泥沼の関係に陥り苦悩するが、第25話でアキの助言とナミや可奈のこれまでの言動から2人の真意を悟り、和解に導く。
アキ以外にも、ナミや同じ学校の生徒であるルナ、ひとみ、なつみ、可奈、アリス、ユウナ、優秀女子高校の女子高校生、才加と多くの女生徒と肉体関係を結ぶことになる。気が弱く女らしい性格だが、有事の際は女子を守る非常に正義感の強い男らしい性格。愛らしい顔立ちで、女子からの人気は高い。
終盤には突然父によりアキと引き離され、あきらめきれずアキの転校先まで足を運んで彼女を連れ戻そうとするが、アキに拒否され、その際に自らの出生の秘密を知らされる。父の葬儀後はアキと長らく会えなかったが、実母の墓参りへ向かった際にようやく再会を果たす。
葵 アキ（あおい アキ）
声：内野ぽち / 河原木志穂 / 夏野こおり
メインヒロイン。漢字での全表記は、葵 亜希。ソラの姉。ソラには「アキ姉ちゃん」と呼ばれている。腰まで届くストレートヘアと優れたプロポーションを持つ巨乳美人であり、成績優秀かつスポーツ万能という点からも学校では才色兼備と称えられ、男子だけでなく女子からもあこがれの的。しかし、実は料理は殺人的に下手なうえ、自室も散らかし放題という不精なところがある。自室ではパンティー姿でゴロゴロしているが、これはソラへの挑発や誘惑ではなく、単に不精な性格ゆえの模様。
幼少時から仲の良かったソラに対し、弟への感情以上の想いを持ち続けていたが、彼と一緒に入浴したことがきっかけで想いを抑えられなくなり、後日の夜にソラのベッドへ忍び込んで告白すると共に、リードしながら一線を越えてしまう。それ以来、場所や避妊も考慮しないなど、あらゆる倫理や道徳を度外視して、姉弟で激しく求めて愛し合う関係となる。
ソラの女装姿を気に入っている面があるが、ただ軽く楽しんでいるだけで、ナミや可奈ほど真剣ではない。また、ソラが迷子になってもすぐに見つけ出せる特技を持つ。母もよく間違えるほど瓜二つな双子を見分けることができるが、そのコツはアキ曰く「おちんちんの有無」とのこと。ソラを異性として意識する一方、テストで赤点を取ったソラに「追試テストで高得点を取るまでエッチしない」と言うなど、姉として厳しく接する一面もある。
ソラとは違って叔母が養母になった経緯を最初から知っており、常に彼女のことを気遣っている。時期は不明だが、実父母が自身らと同じ近親相姦の関係だったこともソラより早く知り（もっとも、養母との左腕の火傷の話にて、彼女に「私は…お母さんにはなれないんだからね」と、ソラとは結婚できないことは理解していた）、余命の短い父の真意を理解して彼の最期を看取ることを決め、意向に従いソラと離れて全寮制の学校に転校してそのまま家には帰らず、数年後に実母の墓参りに訪れたソラの前へ現れる。
最終巻である第6巻の中表紙には、アキのウェディングドレスが描かれている。
葵 ナミ（あおい ナミ）
声：川崎ハレ / 植田佳奈 / 白雪碧
ソラの双子の妹。漢字での全表記は不明。ソラのことは「ソラ兄」と呼ぶ。終盤現れた父親のことは嫌っているが、母親（養母）のことは慕っている。ソラとは逆に気が強く、やや乱暴な性格。顔が瓜二つであるソラとの区別のため、髪は普段はツインテールに結わえているが、解くとソラと同じ髪形になる。また、体格でもソラとの差は少ないものの、貧乳が悩み。親友で級友の少女・可奈と共に服飾研究部（コスプレ部）に所属しているが、ナミ自身はソラを騙す形で無理矢理入部させたうえ、彼に女物の服を着せて無理難題を押し付けるなど、からかい半分に楽しんでいる。
実はレズビアンの気があり、ソラと可奈の距離を縮めさせようとする一方、彼に対しては密かに嫉妬心を持つ。第2話では可奈に「ソラ兄とのキスの予行演習」と称して唇を奪い、やって来たソラに可奈と一緒に帰宅するよう強要する。第7話では可奈とソラがデートをするようお膳立てするが、可奈とソラが肉体関係を結ぶ現場に図らずとも居合わせ、自らの行いを後悔する。第8話では自分が男ではなく、男性器が無いから可奈と結ばれないと悲観した果てにソラの男性器をはさみで切除しようと目論むが、思い留まった代わりに肉体関係を強制する。第15話以降もソラに肉体関係を求めており、男となった自分と可奈が結ばれる幻覚を見て歓喜するなど、複雑な一面を覗かせている。
ソラとアキのバカップル振りには腐す一方、ソラに「家族はいつまでも一緒じゃない」と現実的なことを言う。しかし、終盤では父によりアキを引き離されて抜け殻になっていたソラを心配していた。可奈とは最終的に想いを通じ合わせる。
葵家の母親（養母）
声：非公表 / - / 青山華
ソラ、アキ、ナミの母親。名前は不明。仕事が忙しく、自宅のことはソラに任せがち。実はアキたちの実母ではなく、10年前に交通事故死した実母の双子の妹（叔母、後述の理由により伯母ともいえる）であることが第5話で判明した。容姿が姉とそっくりなため、当時幼すぎたソラとナミは実母の死去直後に駆けつけた姿を見ても実母と区別がついておらず、そのままアキの意向もあり実母の死という重たい事実を伏せ、姉とすり替わる形で3人を引き取っていた。ソラとナミはその事実を知らない。
仕事一筋に生きてきたため、かつては母となった姉の幸福感を理解できなかったが、現在では子供たちとの日々を通じて変わりつつあり、自身の正体をソラやナミに気づかれる日が来ることを覚悟しつつも恐れるようにもなっており、ソラに見破られないためにわざと姉と同じ位置に火傷を作ったことすらあった（さらに、親子とはどういうものなのかを感じるため、高校生のソラに添い寝をしたこともある）。ソラたちの父親（弟）のことは、姉が最後まで幸せでいたことや彼も彼なりに苦しんでいたことを理解していたために恨んでおらず、物語終盤には死の淵にいた彼にアキとソラの関係に気付かなかったことに謝罪し、これから先は私の罪だとして背負うことを告げた。ソラとアキのことは否定しておらず、これから先は2人に選択させようと考えている模様。
葵家の母親（実母）
ソラ、アキ、ナミの実母。名前は不明で回想シーンのみに登場。双子の妹とその下の弟の三姉弟の長女だったが、弟と関係を持ちソラ、アキ、ナミの3人の子をもうけた。双子の妹とは容姿がそっくりでアキも当初は区別がつかなかったが、腕にソラの幼少時に彼を庇おうとしてついた火傷の痕があり、これが決定的な外見の違いとなっている。
弟が自分の元を去ってからは1人で3人の子を育てていたが、10年前に帰宅途中に車にはねられて死亡した。それからしばらく後、葵家の面々は養母に連れられて当時住んでいた家から現在のマンションへ引っ越しているので、周囲に真実を知る者が皆無なのも、ソラとナミが気付かない要因となっている。
葵家の父親
ソラたちの父親。名前は不明。第26話で登場する（前話では姿のみ登場）。本作最大のキーパーソンとなる人物で、現在の葵家の家族関係にある最大の秘密のきっかけを握っている人物。
十数年以上もソラたちと離れて暮らしてきたが、ある日突然家にやってくる。愛想がなく薄情に見える態度を取り、ソラたちからはあまり好かれておらず、特にナミからは嫌われている。成績優秀なアキにふさわしい教育を受けさせるため、彼女一人だけを連れて行こうとする。職業は不明だが、その学校にコネがあると発言している。やってきた際にアキとソラのセックスを偶然目撃し、近親相姦を完全に非常識で狂った行為と否定すると、アキを異性として愛していることを叫んだソラを殴打し、アキを引き離すことで関係を強引に終わらせたが、これには後述する理由ゆえであった。
ソラたちの実母・養母とは実の姉弟（三姉弟の末っ子）であり、ソラ、アキ、ナミは長姉との近親相姦で生まれた子供である。アキたちが生まれ、それゆえに親類や周囲から蔑まれて嫌がらせも受け、何でも1人で背負い込もうとする性格ゆえに姉と子供たちを傷つけないよう姉たちの前から長い間、姿を消していた。その間に余命を宣告されたほどの重い病気を患い、死ぬ前に自分なりに罪滅ぼしをしようとアキの編入を勝手に進め、アキとソラの関係を知ると自分たちと同じ過ちを犯してほしくないその親心から、無理矢理引き離した。アキの転校後は病状が悪化して入院し死の淵にいた際、葵家の養母（次姉）と再会し、病室を立ち去ろうとする彼女に「家族ごっこ」がしたかったことをつぶやき、やがて妻（長姉）のもとへ旅立った。葬儀には次姉とアキ・ソラ・ナミ以外は誰も参列せず、その事実がソラに「世間に認められない関係」の厳しさを突きつけることとなる。

### その他
澄弥 可奈（すみや かな）
声：非公表 / 岡嶋妙 / 五行なずな
ソラの級友で、ナミの親友の少女。眼鏡を掛けたおとなしい少女で、常に丁寧語で話す。ナミと違い、かなりの巨乳（本人曰く「アキ先輩より大きい」）。昔、ある強引な男子生徒に交際を迫られて困っているところをナミに助けてもらったことから、親友同士となった。アキが自宅では不精であることや、彼女とソラが肉体関係を持った間柄であることなどはまったく知らない。
想いを寄せる相手のソラには引っ込み思案な性格のせいでなかなか告白できずにいたが、第7話では遂に部室で彼と積極的に関係を迫る。その後、第16話では部室でソラとの初体験を迎えるが、その光景はナミが密かに仕掛けておいたビデオカメラに撮影されていた。ナミには自分とは違う気の強さがあるので憧れている。また、彼女がソラに思いを寄せるきっかけは、ナミからソラを紹介される以前に（憧れの）ナミと瓜二つなソラを目撃したから、と言う理由でしかない。
第16話によると、実家はかなり大きな洋館である模様。父親は写真家、母親はファッションデザイナーとして活動している。初めは弱気な性格であったが、ソラとの出会いやソラとの関係を通して気が強くなっていく。ナミにソラとの関係を見せつけられた時は、ナミを突き飛ばして「ソラくんはナミには渡さない」と強気な発言をし、ソラを巡ってナミと女の闘いを繰り広げることになるが、最終的にはナミの想いを受け入れる。
咲月 ルナ（さつき ルナ）
声：遠野そよぎ / - / 榊るな
本作の裏ヒロイン的な存在。ソラたちの学校の生徒で、彼らと同じマンションに住んでいる少女。第4話から登場。学校ではラクロス部に所属している。子供の頃、プールで服を隠されて水着姿のまま帰宅したことをきっかけに、人前で裸になることにスリルを感じる露出狂となった。
エレベーター内で露出を楽しんでいたところを、ナミによる罰ゲームの女装中だったソラに見られてしまう。人に言えない趣味を持つ者同士と勘違いして親近感を覚えたルナは、ソラを女装させてデートに付き合わせ、電車の中では痴漢ごっこを行ったり、女子トイレの個室内で自慰を見せ合ったりと、彼を「特別な友達」と認識して満足する。その上、ソラには性の対象としての興味も持ってひとみの乱交パーティーへ誘った上、自ら進んでひとみの彼氏と最初に性行為を行って処女を喪失する（その後何度も誘われているがそのたびに断っている）。また、自身の行為を見られることも大好き。プールではボディーペイティングしただけの全裸姿で男性にナンパされていたところを、女装していたソラに助けられたこともある。ソラと行動を繰り返すうちに彼へ恋慕を抱くようになり、肉体関係を持つようにもなった。
主要人物の中で、最後にソラと性行為を行った人物でもある。アキが父に連れ去られたことで落ち込んでいたソラに対し、後押しした。
友崎 ひとみ（ともざき ひとみ）
声：柚木かなめ / - / -
ルナの友人の少女。妖しく危険な雰囲気を持つ。第6話から登場。貞操観念はルナやなつみと同じく希薄。ソラを連れて参加した乱交パーティーの主催者であり、出された酒のせいで眠り込んでしまった彼が目覚めた際、最初の相手となった。
野坂 なつみ（のさか なつみ）
声：非公表 / - / -
ソラの級友のおさげ髪の少女。第6話から登場。おとなしそうであるが、貞操観念はルナやひとみと同じく希薄。ひとみの乱交パーティーに参加しており、彼女の次にソラと楽しむこととなった。
姫川 ありす（ひめかわ ありす）
声：- / - / 睦月露子
ソラたちが通っている学校の生徒会長を務める少女。第12話にて登場。成績はアキに次ぐ第2位であり、彼女のことを常に敵視している。ソラと初対面したときに、恋人のみはるとよく似た、かわいらしく愛らしい彼に好意を持つようになる。みはるとは恋人で、彼からソラと体の関係を結ぶよう頼まれると、不本意ながらも承諾するいわゆるツンデレな関係。結果ソラを相手に処女を喪失した。
美原 みはる（みはら みはる）
声：- / - / 夢咲朱花
ソラと同じマンションに住んでいる少年。第12話にて登場。ソラとは「ソラ兄様」「みーちゃん」と呼び合っており、仲がいい。無邪気なだけに見えるが、実はインポテンツ。自分の代わりにありすとソラの間に肉体関係を結ばせ、それを見て彼に自分を投影することで欲求を満たしている。性方面には異様な知識を持ち、他者の性行為を見て「タフボーイ」だの「ありす姉様のカトリーヌからレモンジュースがあふれてるです」だの「ロンダルキアの洞窟が大洪水です」だのといった奇怪な比喩表現を利用した実況を行う。また、ソラと同じく女装が似合う美少年だが、ソラとは対照的に女装への抵抗は皆無。なお、一度だけ勃起した際には、ソラには及ばないものの小柄で華奢な体型に反してかなりの巨根の持ち主である。終盤ではソラたちの学校へ進学し、服飾研究部に入部した。
朝菜 ユウナ（あさな ユウナ）
声：- / - / 一宮桜
ソラたちの学校の美術部部長。第20話にて登場。部活のヌードスケッチの際にプロのヌードモデルが急用で来られなくなったため、代役をルナに依頼した。実は大の男嫌いだったが、第23話でルナの一計によってソラを相手に処女を喪失し、男性への興味に目覚める。
澄弥 理亜（すみや りあ）
可奈の妹。第21話にて登場。まだ幼いが、可奈と同じく礼儀正しい。ソラやナミのことも慕っている。
倉持 才加（くらもち さいか）
第28話にて登場。
アキが父親に連れて行かれた優秀な女子高校生ばかり集めている最新の高校（巫女装束のような制服を採用しているが神道系の高校かどうかは不明）の女子高校生・寮生でアキと同じ寮の部屋にいる。なお、この高校の制服は袴であり、全員が袴姿でいる。本人曰く、最新の学習設備然り、有名な教授然りと学校の設備が整っており、「編入されても大抵の生徒は勉強に追いつけない」とのことだが、優秀であるアキは「軽くいなしてしまう（つまり、軽くこなしてしまう）」ことから才加と寮で同室でなくても校内・寮内では有名だった。なお、辺鄙な場所に建設されている女子校であることから、才加を含む寮生たちは「尼寺」と呼称している。
ソラが朝早く学校に来ても門が開かないところを助けて温かく迎え入れ寮内の風呂に入浴させるが、自分も裸で風呂に入り（本人曰く「早起きして一番風呂に浸かるのが習慣」らしいが）ソラに迫り肉体関係を結んでしまうが、途中で才加と同じ寮生たちが乱入しそれに紛れてソラも逃走したため、挿入はされたが性交を完遂（互いに絶頂）はしていない。多くの寮生の女子高校生たちに囲まれ、いわゆる「集団逆レイプ」されかけたところで逃走し、アキと再会する。
アキの転校した新しい高校において、ソラは多くのことで才加に助けられている。しかし寮でソラが「アキ姉ちゃんを呼んでほしい」と頼んだ時にアキは寮にいるのに「アキはん出かけてる」と騙していることから、多くの親切はソラに一目惚れしてソラを独占しようとした裏返しの行動であったことも考えられる。

## ドラマCD

### 『チャンピオンRED いちご』VOL.12付録版
原作の第1話、第4話、第6話がドラマ化されている。
トラック
1. 第1話 アキとソラ
  1. チャプター1 - 13分36秒
  2. チャプター2 - 9分56秒
2. 第2話 恋人たちの午後
  1. チャプター1 - 11分22秒
  2. チャプター2 - 18分00秒
3. キャストコメント - 2分50秒

スタッフ
- 音響監督：藤岡央（PRIMARY STUDIO）
- 録音編集：PRIMARY STUDIO
- 効果：関根正治
- 音楽：R.R.B
- キャスティングコーディネート：大竹ともこ（PRIMARY STUDIO）

### 『チャンピオンRED いちご』VOL.21付録版
原作の第13話と第20話がドラマ化されている。
トラック
1. 第1話 アリスお姉さまの秘密
  1. チャプター1 - 13分37秒
  2. チャプター2 - 16分49秒
2. 第2話 放課後のスケッチ
  1. チャプター1 - 11分32秒
  2. チャプター2 - 11分21秒

スタッフ
- 音響監督：濱野高年
- 音響効果：古谷友二（スワラ・プロ）
- 録音調整：今井修治
- 録音助手：R.R.B
- 録音スタジオ：スリーエス スタジオ
- 音響制作：マジックカプセル
- 音楽：C-CLAYS
- 協力：ポニーキャニオン、フロンティアワークス

## 単行本
「チャンピオンREDコミックス」レーベルより発売。メロンブックスでは、各巻に着せ替えブックカバーが特典として添付されている。
1. 2008年12月19日発売 ISBN 978-4-253-23451-1
2. 2009年7月17日発売 ISBN 978-4-253-23452-8
3. 2009年12月18日発売
  - オリジナルアニメDVD付き予約限定版 ISBN 978-4-253-18176-1
  - 通常版 ISBN 978-4-253-23453-5
4. 2010年6月18日発売 ISBN 978-4-253-23454-2
5. 2010年12月20日発売 ISBN 978-4-253-23455-9
6. 2011年5月20日発売 ISBN 978-4-253-23456-6[注釈 20]

## OVA

### OVA版概要
単行本第3巻付録版
2009年12月18日発売の単行本第3巻付録オリジナルアニメDVDとして制作された。
『チャンピオンRED いちご』VOL.15で詳細が発表された後、『チャンピオンRED』2009年12月号付録DVDにはアキ役の喜多村英梨がナレーションを務めた先行PVが収録されたが、その直後の同年10月26日には、秋田書店公式サイトにおいてソラ役の声優を今井麻美から木下紗華へ、アキ役の声優を喜多村から河原木志穂へ変更する旨が突然発表され、話題となった。また、監督に『ヨスガノソラ』の高橋丈夫、キャラクターデザインに黒田和也が起用されたことでも話題となった。
内容は原作の第1話を主体に、第2話や第3話の要素を組み込んだ構成。原作と同様に性器などの直接描写はないが、一般作としては限界に挑んだかのような官能的な描写も盛り込まれている。また、絶頂の直前におけるアキの四肢の描写については、監督の高橋がかつて絵コンテを担当したアダルトアニメ『そらのいろ、みずのいろ 上巻 ダメ……聞こえちゃう♥』と同様の構図が見て取れる。
収録時間は、約27分のうち約22分が本編、約5分が出演声優陣によるトークコーナー『あきそら♥ガールズトーク』。出荷本数は、2010年2月現在で2万6000本に達している。
一般発売版
単行本第3巻付録版とは別に2010年に発売することが、『チャンピオンRED いちご』VOL.17で告知された。
タイトルは『あきそら〜夢の中〜』（あきそら ゆめのなか）。DVD全2巻構成で、発売と販売はポニーキャニオンが担当。各巻約25分、税込6,090円。初回生産限定特典は、黒田和也描き下ろしのSEXYインナースリーブ（両面撥水加工）を添付した特製クリアケース。
声優陣についてはソラ役が白井雲へ、アキ役が夏野こおりへ、ナミ役が白雪碧へ、可奈役が五行なずなへそれぞれ変更された他、音楽についてもC-CLAYSへ変更された。
現在は、FANZAで成人指定の扱いで配信されている。
各巻の詳細は以下のとおり。
上巻
2010年7月30日に発売された。原作の第3話と第4.5話を主体に、第2話の要素を組み込んだ構成。単行本第3巻付録版の続編であるが、そこで描かれたソラとアキによるベッドシーンの一部が彼の回想に盛り込まれているため、原作未読で上巻から初めて見る人にも状況は把握しやすくなっている。
セックス描写については、単行本第3巻付録版より若干抑え気味に描いている部分が見受けられるものの、ベッドシーンなどは本作でも同様であり、またナミと可奈による服飾研究部部室や葵家でのキスシーンも盛り込まれている。
宣伝については、まずニコニコ動画での本編放送が企画されたが、場面写真を見た運営から断られてしまった。しかし、2010年6月5日には秋葉原のAKIHABARAゲーマーズ本店やとらのあな秋葉原B店の店頭でPVが流される中、宣伝グッズ「あきそら〜夢の中〜 特製メガティッシュ」の無料配布が実施された。これらによる反響は大きく、同年6月17日に公式ブログでPV第1弾が公開された際にはアクセスが殺到し、非常に再生し辛い状況となった。その後、同年7月7日と7月11日にはニコニコ生放送での本編放送が実現した。また、『BugBug』（サン出版〈当時〉）2010年9月号では黒田和也関連作品（『プリンセスラバー!』、『15美少女漂流記OVA 〜どきどき★ハーレム編〜』）との合同特集が組まれた。
下巻
2010年11月17日に発売された。当初は同年10月6日発売予定だったが、「ナミの絡みシーンがあまりにも○○すぎる為」という理由で発売延期となった。

### OVA版スタッフ
- 原作：糸杉柾宏（『チャンピオンRED いちご』連載）
- 監督、絵コンテ：高橋丈夫
- シリーズ構成、脚本：花田十輝
- 演出：吉沢俊一（単行本第3巻付録版）、来留須譲二（一般発売版）
- キャラクターデザイン、総作画監督：黒田和也
- 作画監督：羽田浩二
- 作画監督補佐：小林利充（単行本第3巻付録版）、清水空翔（一般発売版）
- 色彩設計：佐野ひとみ
- 美術設定：篠田邦宏、片平真司（一般発売版）
- 美術ボード：篠田邦宏（単行本第3巻付録版）、片平真司（一般発売版）
- 撮影監督：林コージロー
- フォーマット編集：廣瀬清志（単行本第3巻付録版）
- 編集：廣瀬清志（一般発売版）
- 音響監督：高桑一（単行本第3巻付録版）、濱野高年（一般発売版）
- 音楽：浅野彰（単行本第3巻付録版）、C-CLAYS（一般発売版）
- 音楽プロデューサー：綾瀬孝（一般発売版）
- プロデューサー：永井理（単行本第3巻付録版）、荒川雅信、石黒達也（一般発売版）
- アニメーションプロデューサー：永井理（一般発売版）
- エグゼクティブプロデューサー：伊藤純（単行本第3巻付録版）
- アニメーション制作：フッズエンタテインメント
- 製作
  - あきそら製作委員会（単行本第3巻付録版）
    - 秋田書店、フロンティアワークス

  - 「あきそら〜夢の中〜」PC（一般発売版）
    - 秋田書店、ポニーキャニオン

### エンディング主題歌
「Thx! -サンクス!-」
作詞：天音未優 / 作曲：K2（C-CLAYS） / 編曲：あとぐる / 歌：小峠舞
一般発売版にのみ使用。

## 小説
『チャンピオンRED いちご』VOL.24の付録として、新井輝による小説版が発表された。

## 関連商品
あきそら アキ 透明肌 1/7PVCフィギュア
PVC製、塗装済み完成品。ビキニブラがキャストオフ仕様のフィギュアであり、スカイチューブより2010年7月10日に発売される予定だったが、諸事情から発売中止となった。
あきそら〜夢の中〜 特製メガネケース
2010年8月13日から同年8月15日まで行われた、コミケ78のぽにきゃん企業ブースにて発売された。両面にOVA一般発売版上下巻のジャケット画（制服姿のアキとナミ）が印刷された眼鏡ケースであり、OVA一般発売版上巻のSEXYインナースリーブ画（全裸にオーバーニーソックス姿のアキ）が印刷された眼鏡拭きが付属する。
あきそら〜夢の中〜 特製タンブラー
コミケ78のぽにきゃん企業ブースにて発売された。両面にOVA一般発売版上巻の裏ジャケット画と版権画が印刷されたシートが封入されたぽにきゃん企業ブース用タンブラーであり、シート封入タンブラーとシート単品が個別に存在する。
あきそら〜夢の中〜 扇子 4種セット
2010年10月24日にクレイブより発売された。OVA一般発売版上下巻のジャケット画や版権画を用いた扇子であり、4種類が同梱されている。
あきそら アキ 3D立体マウスパッド
2010年10月26日にフィリアより発売された。OVA一般発売版上巻のジャケット画を用いたおっぱいマウスパッドであり、制服姿と全裸姿の2種類が個別に存在する。
あきそら アキ ジッポライター
2010年10月26日にフィリアより発売された。OVA一般発売版上巻のジャケット画を用いたZIPPOライター。
ふるプニっ!フィギュアシリーズ No.4 あきそら〜夢の中〜 葵 アキ
2011年1月25日にエヴォリューショントイより発売された。PVC製、塗装済み完成品。胸部やブラに軟質成型を施したアクションフィギュアであり、制服やブラはキャストオフ仕様。パーツ交換で全裸へも変更できる。